# Utetheisa vaga
Utetheisa vaga är en fjärilsart som beskrevs av Jordan 1939. Utetheisa vaga ingår i släktet Utetheisa och familjen björnspinnare. Inga underarter finns listade i Catalogue of Life.